# Château de Désaignes
Le château de Désaignes est un édifice situé à Désaignes, en France.

## Description
Le château du XIVe siècle abrite un escalier à vis, une chapelle et des cheminées monumentales. Le musée municipal, qui retrace la vie du village à travers les grands événements, y est installé.

## Localisation
Le château est situé sur la commune de Désaignes, dans le département de l'Ardèche de la région Auvergne-Rhône-Alpes.

## Historique
L'édifice est classé au titre des monuments historiques  par arrêté du 27 janvier 1933.